# Капский златокрот
Капский златокрот (Chrysochloris asiatica) — вид млекопитающих из семейства златокротовых, с коротким вальковатым бесхвостым телом, громадными серповидными когтями на передних лапах. Величиной с обыкновенного крота, сверху темно-бурого цвета, с зелёным и медным блеском, глазная область буро-жёлтая, горло зеленоватое.
Обитает на крайнем юге Африки.